# Ахмадие

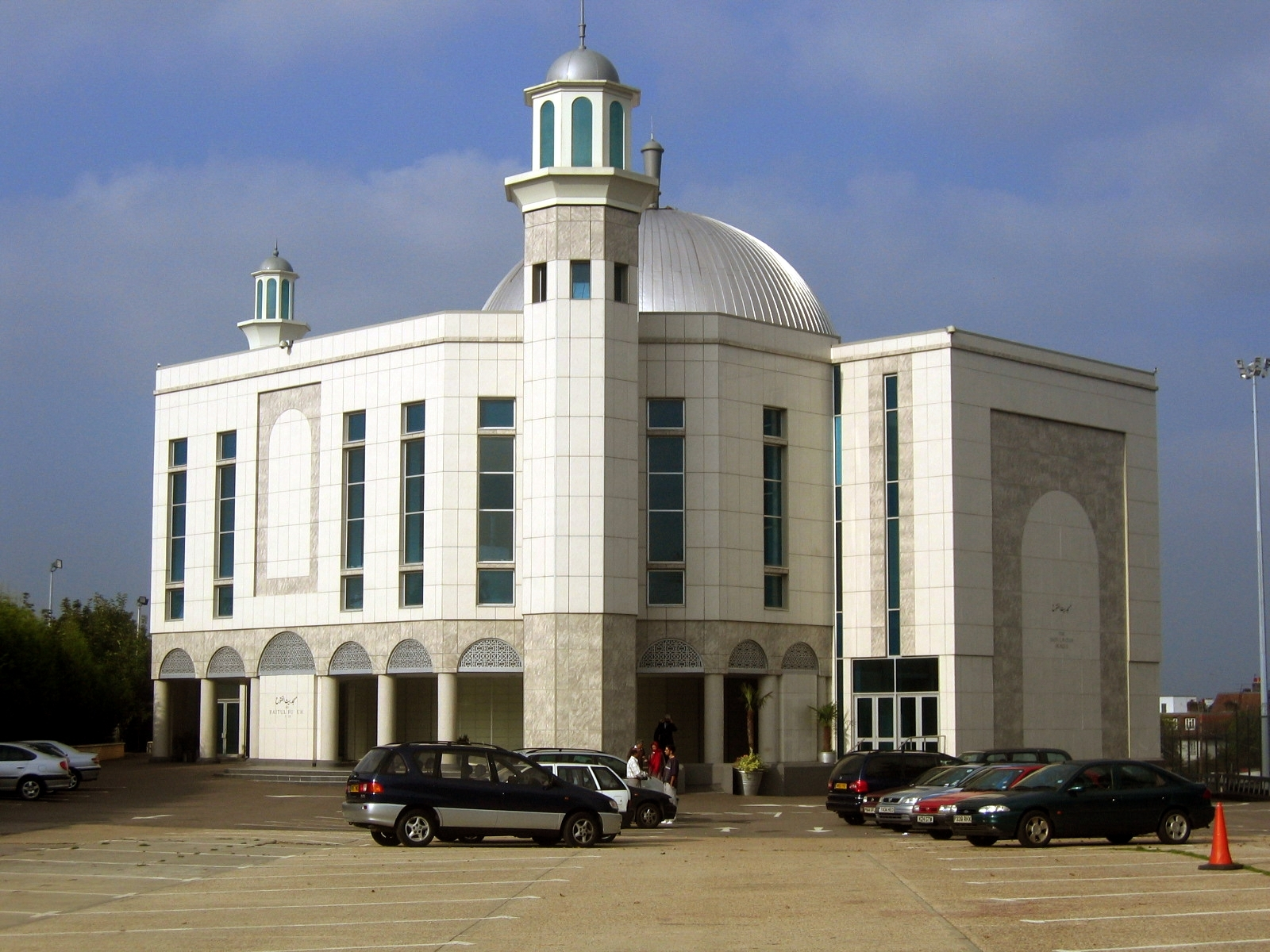
Ахмадийская мечеть Байтул Футух в Лондоне, Великобритания

Ахмадия (англ. Ahmadiyya; /ɑːməˈdi(j)ə/; также Ахмадие, Ахмадийя, Ахмадият) (официальное название общины — Ахмадийская мусульманская община или Ахмадийский мусульманский джамаат (араб. الجماعة الإسلامية الأحمدية‎), транслитерация: аль-Джамаа аль-Исламия аль-Ахмадийя) — исламское религиозное движение, основанное в Британской Индии в конце XIX века. Ахмадийская мусульманская община возникла на основе исламского вероучения Мирзы Гулама Ахмада (1835—1908), который выдвинул притязание на божественное реформирование последней эпохи, которое, согласно исламской эсхатологии и традиционным верованиям различных мировых религий, в конечном итоге приведёт ислам к окончательной победе. Он утверждал, что является «Муджаддидом» (божественным реформатором) XIV века ислама, Обетованным Мессией и Махди, которого ждали мусульмане всего мира. Сторонники движения Ахмадийя называют себя мусульманами или мусульманами-ахмади.
Мусульмане-ахмади веруют в то, что ислам является окончательной религией для человечества. Ислам был ниспослан пророку Мухаммаду и с течением времени утратил свою первоначальную форму. Согласно верованиям, ахмадийское вероучение было ниспослано Мирзе Гуламу Ахмаду с тем, чтобы восстановить истинную сущность ислама. Приверженцы Ахмадийской мусульманской общины считают, что Мирза Гулам Ахмад был ниспослан подобием Иисуса, с тем чтобы прекратить религиозные войны, осудить кровопролитие, возродить нравственность, справедливость и мир. Они также считают, что Мирза Гулам Ахмад, опираясь на Божественное руководство, воссоздал истинное учение, которое сведёт на нет религиозный фанатизм, освободит ислам от нововведений, искажённых мусульманских верований и практик. Ахмадият отстаивает ислам практикующийся исключительно на основе истинного учения Мухаммада и ранних исламских общин. Таким образом, мусульмане-ахмади считают себя лидерами возрождения и мирного распространения ислама.
Мирза Гулам Ахмад основал движение 23 марта 1889 года и назвал его ахмадийским движением в исламе. После его смерти это сообщество последовательно возглавлялось халифами и распространилось более чем в 200 странах мира. Мусульмане-ахмади были одними из первых, кто основал свои религиозные общины в Великобритании и других западных странах. С 2003 года Ахмадийскую мусульманскую общину возглавляет пятый халиф Мирза Масрур Ахмад. Оценочное число мусульман-ахмади по всему миру достигает 10—20 миллионов человек.
Члены Ахмадийской мусульманской общины подчинены единому центру во главе с халифом времени и являются организованным и сплочённым движением. Община в целом имеет одно направление. Тем не менее в начале зарождения этого движения некоторые её члены отвергли сущность пророчества и преемственности Мирзы Гулама Ахмада и сформировали в Лахоре ахмадийское движение в своём собственном понимании. Сегодня оно представляет собой небольшую группу людей.
С начала зарождения ахмадийского движения в исламе многие мусульмане считали и считают, что верования мусульман-ахмади противоречат современным исламским верованиям. По этой причине мусульмане-ахмади стали преследоваться и подвергаться насилию.

## Происхождение названия Ахмадийской общины

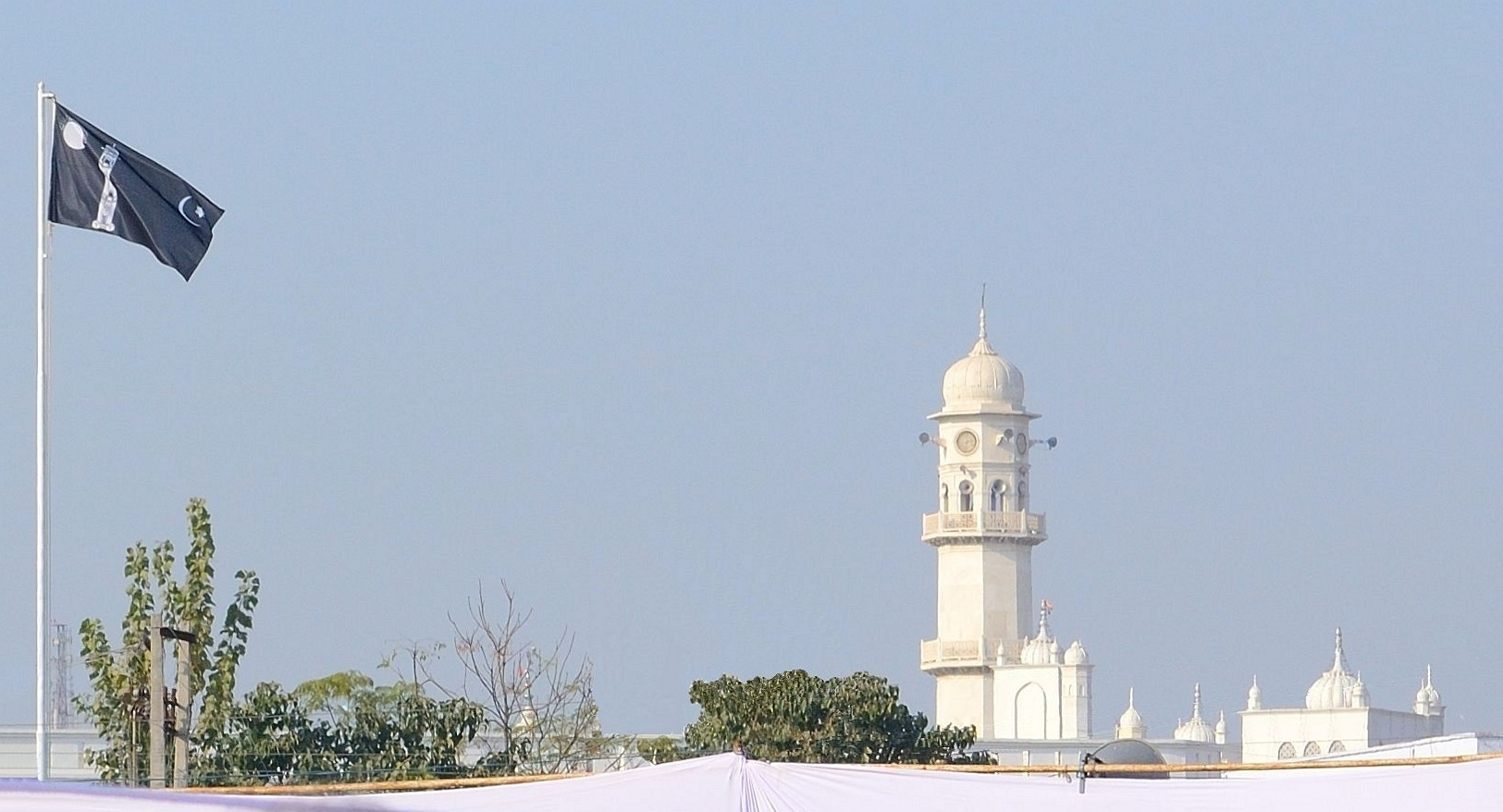
Белый минарет и флаг Ахмадийской мусульманской общины, Кадиан

Ахмадийское движение в исламе было основано в 1889 году, однако его официальное название было принято спустя 10 лет с момента его основания. В своём Манифесте от 4 ноября 1900 года, Мирза Гулам Ахмад пояснил, название общины происходит не в честь его самого, а по второму имени пророка Мухаммада — Ахмад. Согласно его словам, имя «Мухаммад» означает того, кто многочисленно восхваляем. Под этим имеется в виду его величественная и могущественная судьба. Его величие и могущество получило развитие после переселения из Мекки в Медину. Имя Ахмад в переводе с арабского языка означает того, кто много восхваляет, также того, кто утешает. Это имя означает красоту его проповедей, свойство нежности, мягкости, смирения, любви и милосердия, присущих Мухаммаду. Также это имя отражает мирный характер его учения, которое он установил в мире. Таким образом, эти имена, по словам Мирзы Гулама Ахмада, выражают два периода ислама. В последние времена ислама больше внимания будет обращено именно этому аспекту имени. Мирза Гулам Ахмад считал нововведением принятие различных названий другими мусульманскими общинами, поскольку Мухаммад обладал только двумя этими именами. По мнению Мирзы Гулама Ахмада, в Ветхом завете есть пророчество, которое оповещает о приходе посланника, подобного Моисею, и под ним имеется в виду Мухаммад. Также в соответствии с пророчеством Исы, описанным в Коране, после него должен был прийти пророк по имени Ахмад. Мирза Гулам Ахмад также называл свою общину «Ахмадийя мазхаб» (школа): 

اور جائز ہے کہ اِس کو احمدی مذہب کے مسلمان کے نام سے بھی پکاریں— Тарйакул калуб ст. 1066 Рухани Хазаин том.15 ст.526
 Также эту общину можно назвать мусульманами, которые придерживаются убеждений «Ахмадийского мазхаба».

## Вероучение
Мусульмане-ахмади придерживаются всех убеждений ислама в целом и практикуют его суннитский толк. В частности, они совершают пятикратную молитву, выполняют пять столпов ислама и шесть принципов веры. Мусульмане-ахмади убеждены в том, что всё содержание Корана было ниспослано Всевышним Аллахом. Мусульмане-ахмади во время молитвы направляют свои лица в сторону Каабы, принимают авторитет хадисов (высказывания и рассказы о Мухаммаде) и практикуют сунну (традиции) Мухаммада. Убеждения мусульман-ахмади состоят из этих главных верований ислама. Также для мусульман-ахмади важно веровать в то, что Мирза Гулам Ахмад является Обетованным Мессией и Имамом Махди, о котором пророчествовал исламский пророк Мухаммад. Обобщая свои убеждения, Мирза Гулам Ахмад писал:

Цель, назначенная для меня Богом, заключается в том, что я должен удалить ошибки, от которых страдают отношения между Богом и Его творением. Я должен восстановить отношения любви и искренности между Богом и человеком. Посредством провозглашения истины и уничтожения религиозных конфликтов, я должен принести мир и проявить божественные истины, которые стали скрытыми от глаз мира. Я призван продемонстрировать духовность, которая была похоронена под эгоистической темнотой. Это я должен продемонстрировать на практике, а не только на словах. Божественные силы, которые проникают в человека, проявляются через молитву и концентрацию внимания. Прежде всего, моя цель заключается в том, что я должен восстановить в сердцах людей чистое и сияющее Единство Бога, которое изначально было посеяно в их сердцах. Я должен очистить сердца людей от всякой нечистоты многобожия, ведь в настоящее время Единство Бога исчезло полностью. Всё это будет сделано не посредством меня, а посредством силы Бога, который является Богом небес и земли.— Жизнь Ахмада ст.15
В соответствии с этим он считал, что его целью была защита ислама и его распространение по всему миру мирными средствами посредством возрождения забытых исламских ценностей, прощения, сострадания для всего человечества, и установления мира во всём мире, благодаря учению ислама. Он считал, что его сообщение имело особое значение для западного мира, который, как он считал, опустился в материализм.
Ахмадийское учение учит тому, что основатели всех мировых религий действовали в направлении создания ислама в самом широком его смысле. Они были частью божественной схемы развития религии и предсказали её совершенство и завершение в исламе. Совершенство и завершение религии произошло посредством Мухаммада. Совершенство проявления пророчества Мухаммада и полное распространение ислама суждено было произойти с приходом имам Махди. Таким образом, Ахмадийская мусульманская община признаёт Мирзу Гулама Ахмада из Кадиана, как «Обещанного» для всех религий и выполняющего эсхатологические пророчества, найденные в писаниях авраамических религий, а также зороастризма, индуизма, и других религий.
Мусульмане-ахмади верят, что Мирза Гулам Ахмад был подлинным отражением пророчества Мухаммада и был ниспослан ради того, чтобы установить единство Бога и напомнить человечеству их обязанности по отношению к Богу и Божьим созданиям.
Обобщая исламскую веру, Мирза Гулам Ахмад пишет: 

«Вера состоит из двух аспектов. Одним из них является любовь к Богу. Другим его аспектом является любовь к человечеству до такой степени, чтобы считать страдания, испытания и невзгоды других, как свои собственные, и молиться за них».— статья "Ислам -угроза или Источник мира" в газете "Обзор религий" от 3 Сентября 2014
Согласно Ахмадийским верованиям, возрождение ислама в последние времена произойдёт посредством Ахмадийята. Зарубежная миссионерская деятельность мусульман-ахмади на уровне организации началась в 1913 году (например, миссия Ахмадийской мусульманской общины в Великобритании, район «Патни», Лондон).
Таким образом, посредством ахмадийского движения в исламе, многие современные народы мира осуществили свой первый контакт с исламом. Ахмадийское движение в исламе, по мнению некоторых историков, было предшественником зарождения афроамериканского движения за гражданские права в США. По мнению некоторых экспертов, Ахмадийская мусульманская община, возможно, являлась самой влиятельной общиной в афроамериканском исламе до 1950 года. Сегодня, Ахмадийская мусульманская община имеет одну из самых активных миссионерских программ в мире. Она особенно велика в Африке. Община является одним из сообществ, причисленных к тем, кто распространил ислам в большей части континента в постколониальную эпоху.

### Верования ахмади
Мусульмане-ахмади веруют в одни и те же верования большинства мусульман, но с разницей во мнении относительно значения «Хатаман набийин» («Печати пророчеств»). Их шесть принципов веры идентичны с верой мусульман суннитов и основаны на традициях Мухаммада.

### Единобожие (Таухид)

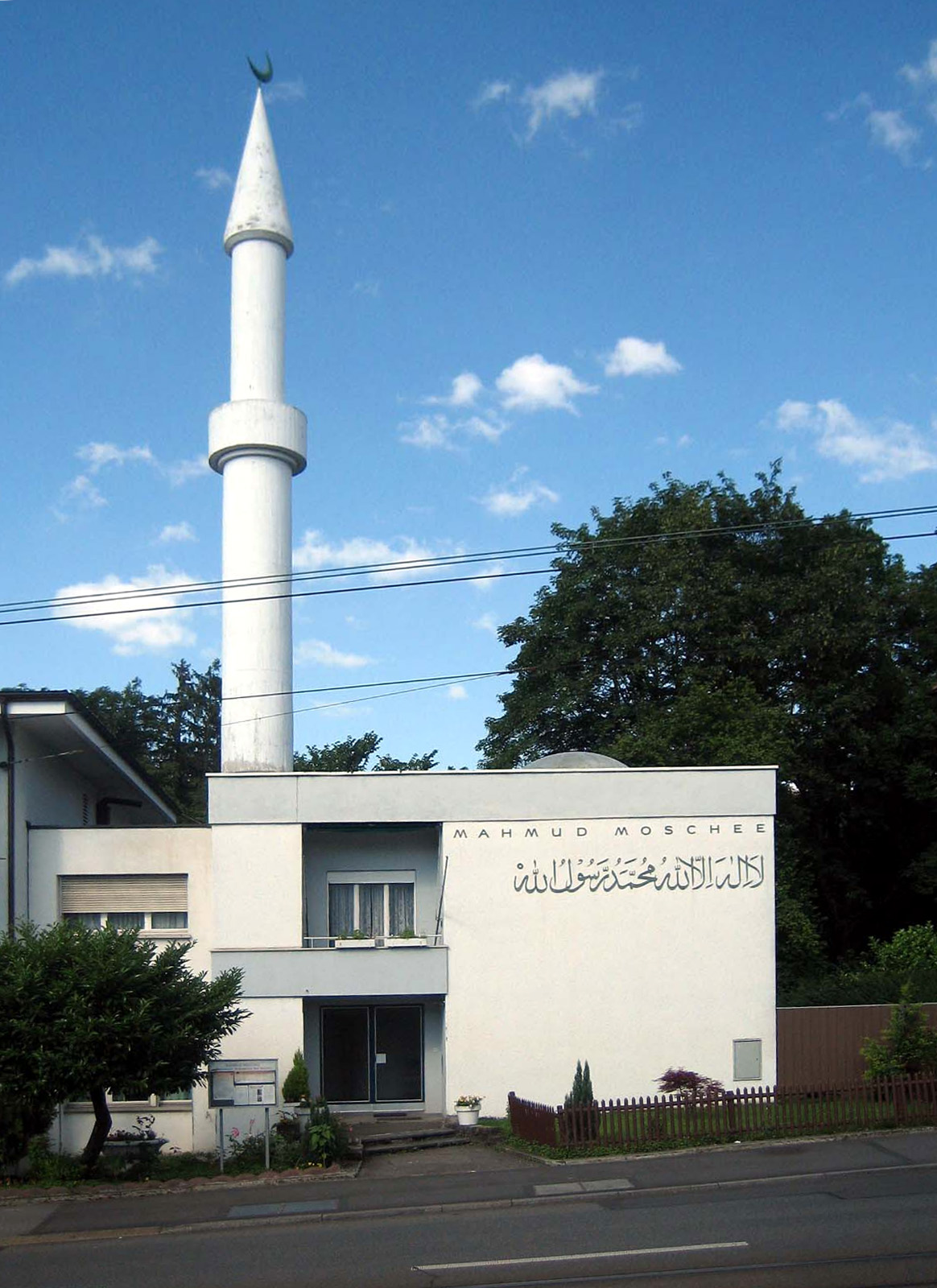
Свидетельство мусульманской веры (Шахада) на стене Ахмадийской Мусульманской мечети «Махмуд» в Цюрихе

Мусульмане-ахмади верят в абсолютное единство Бога. Они считают этот принцип веры основополагающим принципом веры в исламе. По их мнению, все другие исламские убеждения происходят из Единобожия. Вера в единство Бога, как они полагают, влияет на жизнь человека во всех её аспектах и имеет более глубокое приложение. Например, в Священном Коране изрекается о том, что не существует всеобъемлющей власти, кроме как у Бога. Это говорит о том, что нет никакого страха за исключением страха перед Богом. Это вселяет чувство полной зависимости от Бога и того, что всё хорошее исходит от него. В общем, вера в единство Бога, как полагают они, предназначена для того, чтобы освободить верующих от всех форм плотских страстей, рабства и восприятия земного лишения свободы. Основатель Ахмадийской Мусульманской Общины Мирза Гулам Ахмад пишет:

Свет единства Бога, освещает сердце только после отрицания всех божеств, несмотря на их принадлежность к внутреннему или внешнему миру. Он пронизывает каждую частицу человеческого бытия. Возможно ли, обрести это без помощи Бога и Его Посланника Обязанность человека заключается в том, чтобы умертвить свой эгоизм и повернуться спиной к дьявольской гордости. Он не должен хвастаться своими знаниями. Он должен быть скромным и считать себя невежественным человеком. Он должен быть занятым в мольбах. Вот тогда свет единства Бога снизойдёт на него и ему будет дарована новая жизнь.
Кроме этого, считается, что исламская концепция единства Бога прививает реализацию единства человеческого рода, и таким образом устраняет все препятствия в этом отношении. Ведь известно, что разнообразие всех человеческих рас, национальностей считается достойным принятием. Кроме этого, считается, что вера в единство Бога, создаёт ощущение абсолютной гармонии между Творцом и творением. Понятно, что не может быть никакого противоречия между Богом и Его словом. Согласно Ахмадийскому учению, ислам признаёт Бога как источник всего превосходства, свободного от всех несовершенств. Мусульмане-ахмади признают Бога в качестве живого Бога, который проявляется везде и прислушивается к молитвам своих рабов. Ахмади отчётливо признают, что атрибуты Бога вечны. Ахмадийское учение выдвигает мнение, что Бог общается с человечеством, как Он делал это раньше.

### Вера в ангелов
Вера в ангелов имеет основополагающее значение для Ахмадийской мусульманской общины. Согласно её учению, ангелы являются духовными существами, созданными Богом, чтобы подчиняться Ему и осуществлять Его заповеди. В отличие от человека, ангелы не имеют свободы воли и не могут действовать самостоятельно. Под руководством Бога, они приносят откровение пророкам, ниспосылают наказание Бога на врагов пророка, прославляют Бога и ведут учёт дел человеческих существ. Ангелы скрыты от физических глаз. Тем не менее, в соответствие с верованием Ахмадийской мусульманской общины, они иногда показываются человеку в той или иной форме. Это явление, однако, имеет не физический, а духовный характер. Ахмади, почитают ангелов в качестве небесных существ, имеющих своё собственное лицо. Они играют большую роль, передавая весть Бога человеку. Согласно Корану, вся материальная и духовная вселенная управляется при помощи духовных сил, которые называются ангелами. Они находятся в полном подчинении воле Бога. Согласно исламу в интерпретации мусульман-ахмади, они не могут отклоняться от заданного курса или функций, или от общего плана вещей, созданных Богом.

### Вера в божественные книги

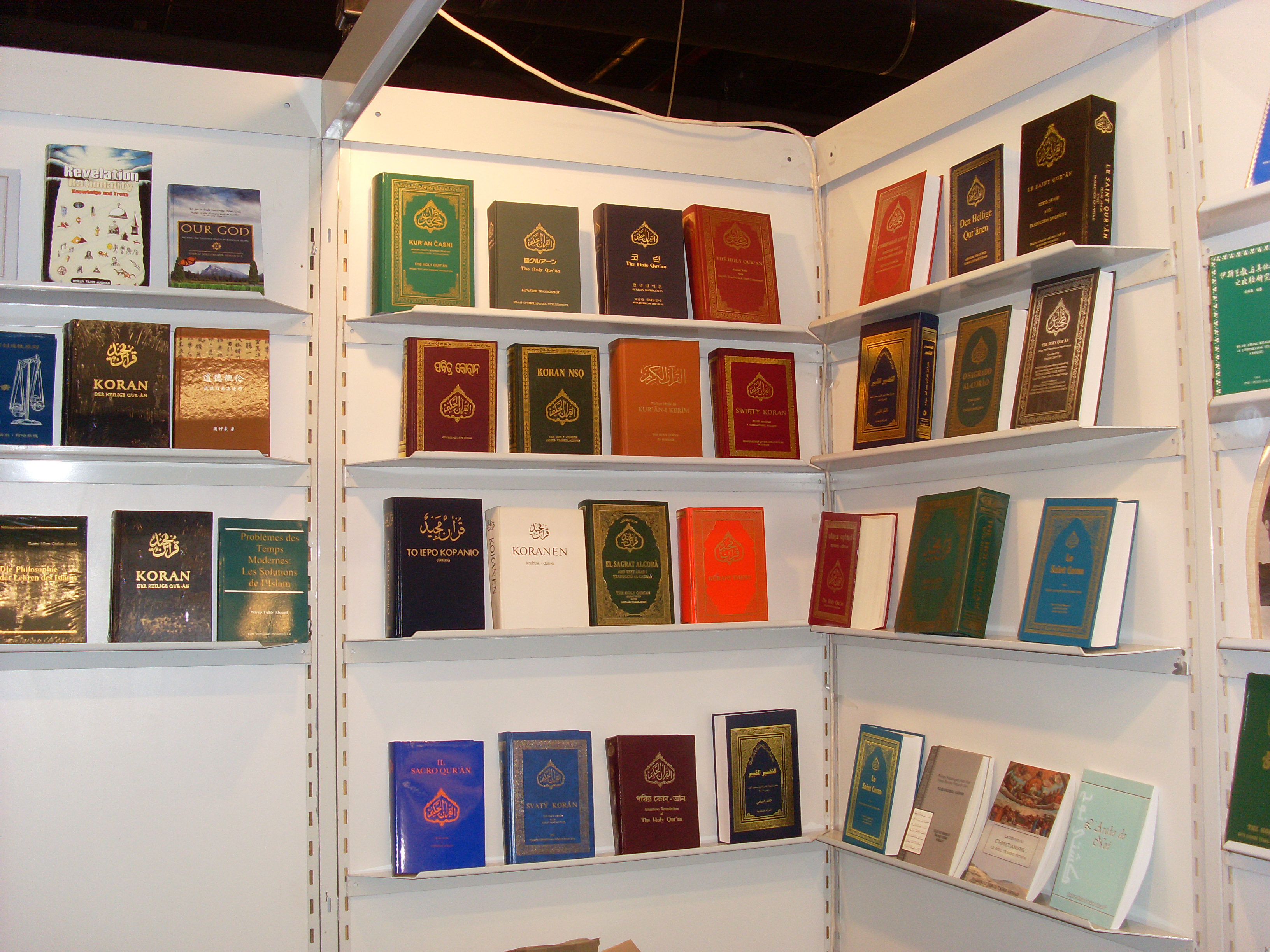
Некоторые из многих переводов Священного Корана в переводе ахмади на книжной ярмарке во Франкфурте (Германия)

Третий аспект веры в исламе у мусульман-ахмади связан с верой во все божественные писания, которые были ниспосланы пророкам от Бога. Они включают в себя Тору, Евангелие, Псалтырь, свитки Авраама и Коран. До появления ислама, история религии понималась как цикл божьих заветов, которые были принесены пророками в соответствии со временем и местом. Таким образом, им было даровано такое божественное учение, которое соответствовало нуждам времени, за исключением незначительных деталей, которые были выбраны в дополнение ко времени и месту. Считается, что все божественные писания, за исключением Священного Корана, восприимчивы к интерполяции человека. Ислам признаёт, что Бог послал своих пророков каждой нации и каждой общине мира. Таким образом, согласно учению мусульман-ахмади, книги за пределами Аврамовой традиции, такие как Веды и Авеста рассматриваются как книги, имеющие божественное происхождение. Как полагают мусульмане-ахмади, Коран является окончательным божественным писанием для человечества. Учение Корана находится вне времени.

### Вера в пророков, пророчества Ахмадийята и в «Хатаман набийин» («Печать пророчества»)
По мнению мусульман-ахмади, четвёртый аспект веры в исламе связан с верой во всех божественных пророков, посланных Богом. Мусульмане-ахмади верят, что когда мир наполняется беззаконием и безнравственностью, или, когда определённая часть мира отображает эти атрибуты, или, когда последователи определённого религиозного закона подвергаются порче, в результате которой их религия повреждается и они нуждаются в божественной помощи, Бог посылает своего пророка, чтобы восстановить свою божественную волю. Помимо веры во всех пророков в Коране и в Ветхом Завете, мусульмане-ахмади также считают пророками Зороастра, Кришну, Будду и Конфуция. По убеждению Ахмадийята такие исламские термины как Пророк (Наби), Посланник (Расул) и Посланник (Мурсаль) являются синонимами по смыслу. Тем не менее, согласно Ахмадийята существуют два вида пророков, то есть тех, кто принёс новый религиозный закон, таких как Моисей (Тора) и Мухаммад (Коран), а также тех, кто пришёл без религиозного закона, такие как Иеремия, Иисус и Мирза Гулам Ахмад. Мусульмане-ахмади рассматривают Адама как первого человека, с которым говорил Бог и кому Он открыл свою божественную волю. Таким образом, согласно убеждениям мусульман-ахмади, Адам считается первым пророком, а не первым человеком на земле, вопреки господствующим верованиям исламской, иудейской и христианской религии.

### Вера в Судный День (Кыямат)
Пятый аспект веры относится к Судному Дню. Согласно убеждению мусульман-ахмади, после веры в единого Бога, вера в Судный День является наиболее важной доктриной, упоминающейся в Коране. Согласно убеждениям мусульман-ахмади, вселенная подойдёт к своему концу в День Суда. Этой позиции придерживаются и другие исламские общины и школы. Мёртвые будут воскрешены. Они будут отчитываться за свои деяния. Люди, которые совершали добрые дела, войдут в рай, а те, кто заслуживал наказания, будут брошены в ад.) Ахмади понимают ад в качестве временного и не вечного места, также как это понимается в иудаизме и согласно мнению таких исламских учёных как ибн Араби. Считается, что ад является подобием больницы, где души очищаются от грехов. Это мнение основано на Коране и хадисах.

### Божественное предопределение
Ахмадийская мусульманская община считает, что божественное предопределение контролирует окончательный исход всех действий в этой вселенной. В границах божественного предопределения, человеку даётся свобода воли, чтобы выбрать свой путь. Мусульмане-ахмади верят, что будут спрошены в День Суда на основе своих намерений и поступков. Мусульмане-ахмади считают, что наука — это деятельность Бога, а религия — это изучение слова божьего, и они никогда не могут противоречить друг другу. Они верят в Адама как первого пророка на земле и не верят в него как в первого человека, как это понимается в Коране. Мусульмане-ахмади верят в теорию биологической эволюции под предводительством Бога.

### Пять столпов ислама

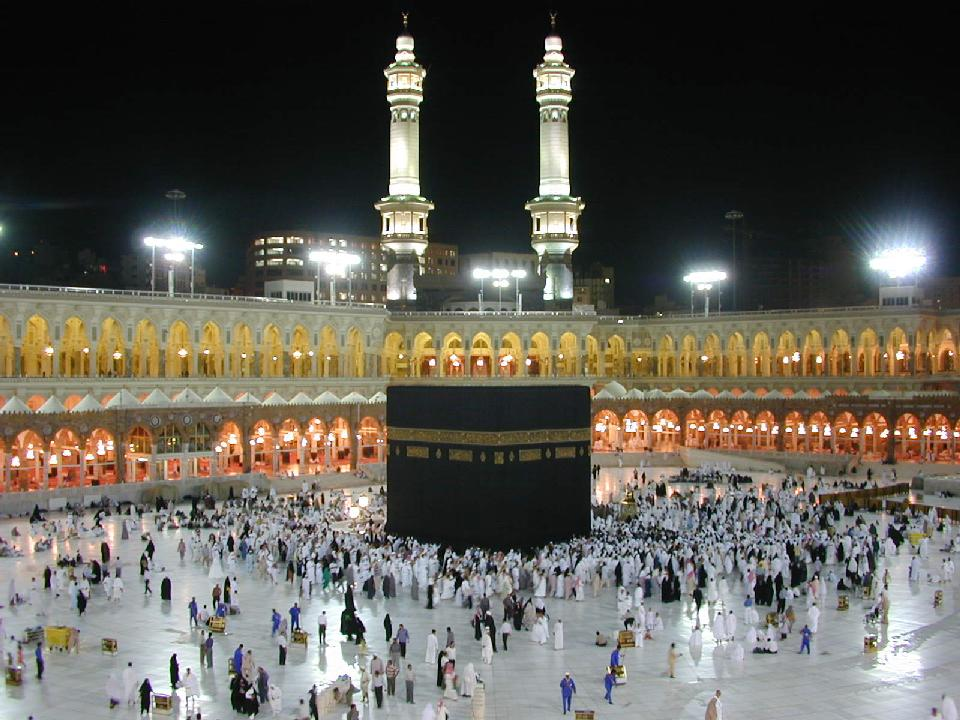
Многие ахмади совершают хадж, однако совершение ими хаджа запрещено законами Саудовской Аравии

Столпы ислама (Аркан аль-ислам; также Аркан ад-дин) являются пятью основными актами в исламе, которые считаются обязательными для всех ахмади.
Они таковы:
1. Шахада (свидетельство веры «Нет достойного для поклонения кроме Аллаха и Мухаммад Его посланник»)
2. Ежедневное совершение молитвы (намаз)
3. Милостыня (закят)
4. Пост во время месяца «Рамадан»
5. Паломничество в Мекку (хадж) по крайней мере, один раз за всю жизнь.[45]

Относительно выполнения пяти столпов ислама у мусульман-ахмади нет противоречий с суннитами и шиитами. Тем не менее, в Пакистане ахмади запрещены законом. Им не разрешают провозглашать исламский призыв к молитве (азан), им не разрешают провозглашать свидетельство мусульманина (шахаду), им запрещено декламировать Священный Коран, называть мечетью свои дома богослужения и пользоваться исламской терминологией. В какой-то мере они преследуются и в других мусульманских странах. Им не разрешают называть себя мусульманами. Это создаёт определённый уровень сложности для совершения обязательных действий, предусмотренных законами ислама. Несмотря на то, что ахмади из других стран совершают паломничество, этот закон Саудовской Аравии распространяется и на них.

### Отличительные черты учения ахмади
Несмотря на то, что пять столпов ислама и шесть принципов веры мусульман-ахмади идентичны с остальными мусульманами-суннитами, верования ахмади имеют следующее отличие:

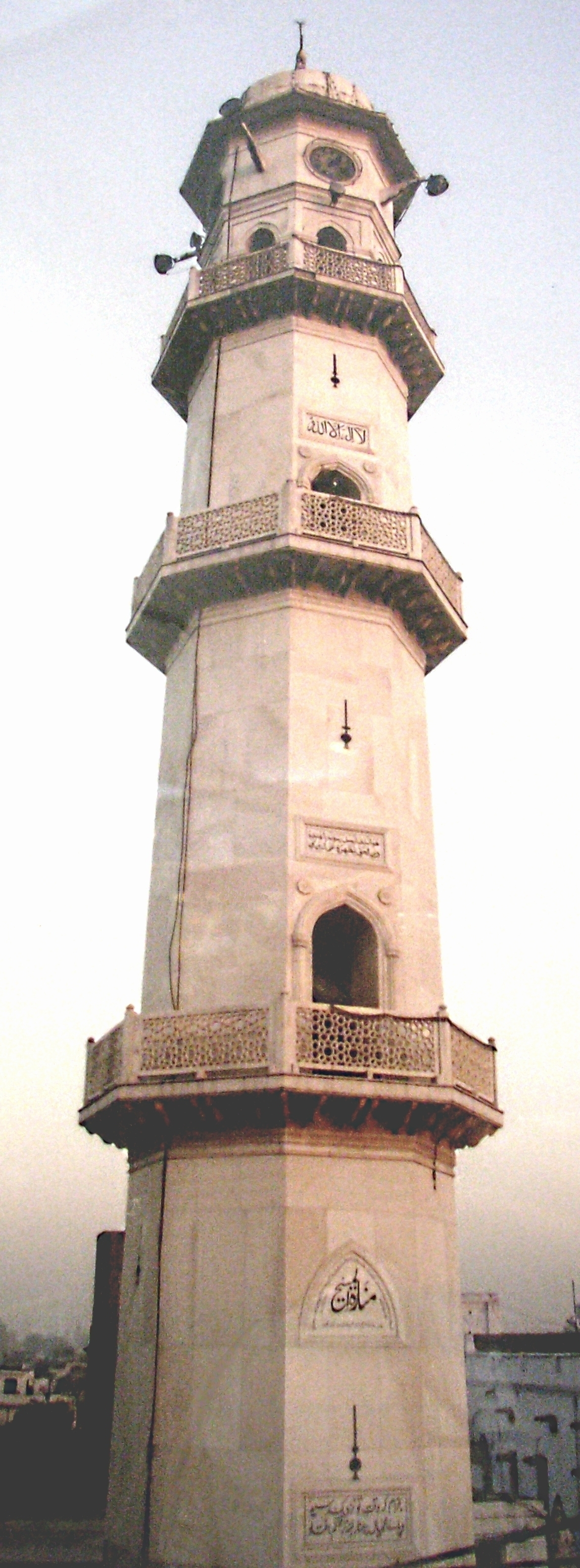
Белый минарет в Кадиане (Индии). Для мусульман-ахмади, он символизирует пришествие Обетованного Мессии.

### Второе пришествиеИисуса
В отличие от верований других мусульман, мусульмане-ахмади верят, что Иисус был распят, потерял сознание, и лишь четыре часа находился на кресте. Затем, будучи положенным в гроб, он пришёл в себя от обморока. Мусульмане-ахмади считают, что Иисус дожил до глубокой старости и умер в Кашмире. Он переселился в Кашмир с целью поиска потерянных колен Израиля. Его могила известна в Кашмире под названием Юз Асаф. Мусульмане-ахмади считают, что библейские и исламские пророчества о втором пришествии Иисуса имеют не буквальный, а метафорический характер. Они считают, что пророчество о втором пришествии Иисуса исполнилось в лице Мирзы Гулама Ахмада. Мусульмане-ахмади также верят, что Обетованный Мессия и Имам Махди одно и то же лицо, и что именно через его учение, молитвы и его последователей, ислам одержит победу над антихристом или даджалом в период величия христианства. Таким образом, власть даджала будет медленно угасать, предвещая пророчество об окончательной победе ислама в мирное время.

### «Хатаман набийин» (Печать пророков)
Мусульмане-ахмади верят, что Коран является окончательным посланием Бога для человечества. Они также верят, что Бог продолжает общаться со своими избранными рабами, точно также как Он делал это в прошлом. Мусульмане-ахмади верят, что все атрибуты Бога вечны. Они считают, что пророк Мухаммад принёс совершенный и окончательный закон, который привёл пророчество и человечество к вершине духовной эволюции. Новые пророки могут прийти, однако они должны быть полностью подчинены пророку Мухаммаду. В то же время, они не могут изменить его учение или принести какой-либо новый закон и религию. Они также будут рассматриваться как отражение Мухаммада, а не как самостоятельные пророки древности.

### Джихад
Согласно вере мусульман-ахмади, джихад можно разделить на три категории:
1. «Джихад аль-Акбар» (Большой джихад) — это борьба против своих низменных желаний, таких как гнев, похоть и ненависть;
2. «Джихад аль-Кабир» (Великий джихад) — это мирное распространение ислама, с особым акцентом на распространение истинного послания ислама, посредством пера.
3. «Джихад аль-Асгар» (Малый джихад), используется только для самообороны, при ситуации крайних религиозных преследований, и в состоянии запрета следования своим фундаментальным религиозным убеждениям. Он совершается только по прямому указанию халифа.[57]

Мусульмане-ахмади отмечают, что в соответствие с исламским пророчеством Мирза Гулам Ахмад отменил джихад в военной форме, поскольку он стал неприменим в эту эпоху. Ислам как религия в этот период времени не подвергается нападению в военной форме. В настоящее время ислам подвергается нападениям посредством литературы и других средств массовой информации. Следовательно, ответ должен быть таким же .Мусульмане-ахмади считают, что ненависть должна удаляться любовью. IV Халиф Ахмадийской мусульманской общины Мирза Тахир Ахмад пишет следующее о терроризме:

Ислам категорически отвергает и осуждает все формы терроризма. Ислам абсолютно не оправдывает любые акты насилия, совершённые лицом, группой или правительством.

### Религия и наука
Мусульмане-ахмади верят, что между словом и деянием Бога не может быть никакого противоречия, следовательно, религия и наука должны гармонировать друг с другом. Относительно этого Второй Халиф Ахмадийской Мусульманской Общины Мирза Башируддин Махмуд Ахмад сказал:

Чтобы понять откровения Бога, необходимо изучать Его деяние. Для того чтобы осознать важность Его деяний, необходимо изучать Его откровения.
Лауреат Нобелевской премии в области ядерной физики доктор Абдуc Салам был из числа набожных ахмади. Он утверждал, что 750 стихов Священного Корана (это почти одна восьмая часть книги) увещевает верующих изучать природу и наилучшим образом использовать разум и обретать знания для научного осмысления жизни в обществе.

### Другие различные верования Ахмадийской Мусульманской Общины
- Согласно верованиям мусульман-ахмади, стихи Корана не отменяют друг друга. Все стихи в Коране имеют равную юридическую силу, в соответствии с их акцентом на непревзойдённую красоту и неоспоримую достоверность Корана[63]. Гармонизация, казалось бы, несовместимых решений, должна решаться посредством юридической дефляции Ахмадийского фикха (то есть, применение стиха относительно конкретной ситуации, для которой он был ниспослан)[64], является эффективным не потому, что было обнаружено в прошлом, а потому, что больше всего подходит для конкретной ситуации[65].
- История религии является циклической и обновляется каждые семь тысячелетий. Существующий цикл с момента библейского Адама следует разделить на семь эпох или эпох, параллельных семи дням в неделю, с периодами для света и тьмы. Мирза Гулам Ахмад появился как Обетованный Мессия в шестой эпохе, предвещая седьмой и последней возраст человечества[66], поскольку день в суждении Бога, как тысяча лет расплаты человека[67]. Согласно учению Мирзы Гулама Ахмада, шестой день недели зарезервирован для «Джума» (коллективных молитв). Это возраст, предназначенный для глобального сбора человечества, в котором мир должен объединиться под исламом, как универсальной религией.

## История
Формально, история Aхмадийята начинается с того момента, когда Мирза Гулам Ахмад 23 марта 1889 года принял присягу на верность от ряда своих соратников в одном из домов в Лудхияне, Индия. Тем не менее, история может иметь начало ещё в начале жизни Ахмада, когда он, в традициях мировых религий, начал получать откровения, касающиеся его будущего. В конце 19 века, в Кадиане, Мирза Гулам Ахмад провозгласил себя Реформатором ислама (Муджаддид), что метафорически означало второе пришествие Иисуса и Махди (в одном лице). Он был ожидаем мусульманами, и обрёл большое количество последователей, особенно в рамках организации объединённых провинций Пенджаба и Синда. Он и его последователи утверждают, что его появление было предсказано Мухаммадом — Пророком ислама, а также многими другими религиозными писаниями мира. Ахмадийская Мусульманская Община появилась в Индии как движение внутри ислама, а также как ответ на миссионерскую деятельность христиан и секты Арья Самадж. Они были широко распространены в 19 веке.

### Период Первого Халифата
После смерти Мирзы Гулама Ахмада Хаким Нуруддин был единогласно избран его первым преемником и халифом Ахмадийской Мусульманской Общины. Период его халифата длился шесть лет. Под его руководством был осуществлён перевод Священного Корана на английский язык. Была создана первая Ахмадийская миссия в Англии, а также стали выпускаться различные газеты и журналы Ахмадийской Мусульманской Общины. В результате растущих финансовых потребностей сообщества, в период его халифата была создана официальная казна. Однако, в частности, он имел дело с внутренними раздорами, когда число высокопоставленных должностных лиц высшего совета общины выразили несогласие с некоторыми из административных концепций и властью халифа.

### Период Второго Халифата

Флаг Ахмадийской Мусульманской Общины разработан в период второго халифата

Вскоре после смерти первого халифа, Мирза Башируддин Махмуд Ахмад был избран в качестве второго халифа, в соответствии с волей своего предшественника. Тем не менее, фракция во главе с Мауляной Мухаммадом Али и Хаджи Камалуддином выступили категорически против его преемственности и отказались принять его в качестве следующего халифа. Вскоре это привело к формированию в Лахоре нового Ахмадийского движения. Это было связано с определёнными доктринальными различиями в понятии института Халифата, а также характера пророчества и преемственности Мирзы Гулама Ахмада. Кроме того, было предположение, что произошло идейное столкновение этих раскольников с самим халифом, который имел относительно скудное академическое образование. Это также сыграло свою роль. Тем не менее, движение Лахори, которое располагалось в Лахоре, было относительным, и имела небольшой успех. Им не удалось привлечь значительную часть Ахмадийского сообщества. В истории Ахмадийского сообщества, это мероприятие называют «расколом» и ссылаются относительно этого на пророчества учредителя.
Мирза Башируддин Махмуд Ахмад был избран Халифом в молодом возрасте, его халифат длился в течение почти 52 лет. Он установил организационную структуру сообщества и развил обширную миссионерскую деятельность за пределами субконтинента Индии. Через несколько недель после его избрания делегаты со всей Индии были приглашены для обсуждения вопросов о распространении ислама. Два десятилетия спустя, Мирза Башируддин Махмуд Ахмад внедрил две системы для создания иностранных представительств и нравственного воспитания мусульман-ахмади. "Тахрикэ Джадид и «Вакфэ Джадид» или «новая система» и «новая преданность», соответственно, изначально рассматривались как духовная битва против угнетателей мусульман-ахмади. Он призвал членов сообщества посвящать своё время и деньги ради своей веры. Со временем система произвела огромное количество литературы в защиту ислама в целом и в защиту убеждений мусульман-ахмади в частности. Эти средства были также потрачены на подготовку и диспетчеризацию Ахмадийских миссионеров за пределами Индийского субконтинента.
В период второго Халифата Ахмадийские миссии были созданы в 46 странах. Были построены мечети во многих зарубежных странах. Коран был опубликован на нескольких основных языках мира. Хотя сообщество продолжало расширяться в периоды последующих халифов, и порой в более быстром темпе, успехи второго халифа в деле организации самой структуры Ахмадийского сообщества бесценны. Мирза Башируддин Махмуд Ахмад написал много работ на духовные и религиозные темы, наиболее значимым из которых является десятитомный комментарий к Корану.

### Период третьего Халифата
8 ноября 1965 года Мирза Насир Ахмад был избран третьим халифом Aхмадийской Мусульманской Общины. С периодом его Халифата связано расширение миссионерской деятельности, особенно в Африке. Он рассматривается в качестве халифа, который проявил большую руководящую и направляющую роль в сообществе в период, когда Национальное собрание Пакистана объявило Ахмадийское сообщество немусульманским меньшинством. В период его Халифата было организовано движение «План Нусрат Джахан». Это движение было посвящено служению на Африканском континенте. Там были построены и запущены многочисленные медицинские клиники и школы. Его турне по Западной Африке в 1970 году рассматривается, как первый визит на континент, сделанный Ахмадийским халифом. Во время своего визита он заложил камень в фундамент мечети Башарат, первой мечети в современной Испании. Он придумал популярный ахмадийский девиз — 

Любовь ко всем и ненависть ни к кому.
Мирза Насир Ахмад основал фонд «Фазле Умар» в честь своего предшественника. В период его Халифата были изданы сборники диалогов и высказываний основателя Ахмадийского сообщества Мирзы Гулама Ахмада, а также полная коллекция снов, видений и устные откровения, полученные основателем Ахмадийского движения в исламе.

### Период четвёртого Халифата

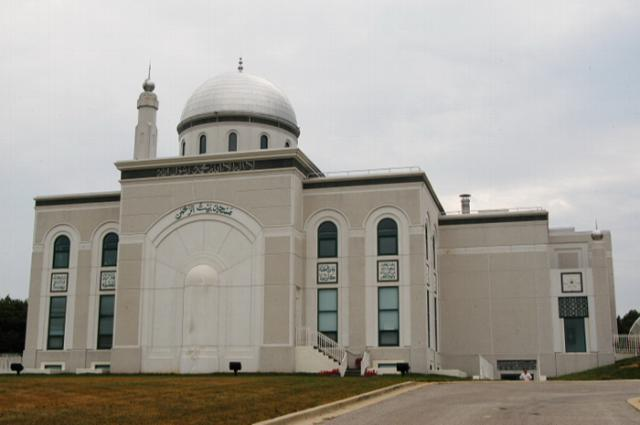
Мечеть «Байту Рахман», расположенная недалеко от Вашингтона, округ Колумбия, является одной из нескольких мечетей, открытых четвёртым халифом Ахмадийского движения в исламе

Мирза Тахир Ахмад был избран в качестве четвёртого халифа Ахмадийской Мусульманской Общины 10 июня 1982 года, сразу на следующий день после смерти своего предшественника. Мирза Тахир Ахмад эмигрировал из Пакистана в Англию после указа № XX, провозглашённого правительством Пакистана в 1984 году. Этот указ не позволял халифу полноценно исполнять свои обязанности. Институт Халифата подвергся опасности. В связи с переездом халифа, штаб-квартира Ахмадийской Мусульманской Общины была переведена из Пакистана в Англию. Она расположилась в Лондоне, рядом с мечетью «Фазл» — Первой мечетью в Лондоне. Миграция для мусульман-ахмади ознаменовала новую эру в истории сообщества. В период четвёртого Халифа Ахмадийской Мусульманской Общины Мирзы Тахира Ахмада был запущен первый мусульманский спутниковый телевизионный канал.Мирза Тахир Ахмад учредил программу «Вакфэ нау», чтобы посвятить детей мусульман-ахмади служению общине. В период его Халифата были открыты различные благотворительные и социальные фонды, такие как фонд «Мариям шади», «Сайидина Билал фонд», а также фонд «Человечество прежде всего» в помощь жертвам преследований и ликвидации последствий стихийных бедствий.
Мирза Тахир Ахмад регулярно проводил сессии вопросов и ответов на нескольких языках с людьми разных вероисповеданий, профессий и культурных традиций. Он также написал много книг. Наиболее существенные из них включают в себя ответы ислама на современные проблемы общества. Например,
- «Убийство во имя Аллаха»,
- «Принцип абсолютной справедливости»,
- «Доброта и родство»,
- «Кризис в Персидском заливе и новый мировой порядок»[80]
- «Откровение, рациональность, знание и истина»

### Период пятого Халифата
После смерти четвёртого халифа, выборы, в первый раз в истории Ахмадийского сообщества, были созваны в западной части города Лондон, после чего Мирза Масрур Ахмад был избран в качестве пятого и нынешнего Халифа Aхмадийской Мусульманской Общины. В своём стремлении продвинуть послание мира и содействия деятельности на благо человечества, Мирза Масрур Ахмад путешествует по всему миру, встречаясь с главами государств, и проводит мирные конференции с целью решения мировых проблем. В ответ на продолжающиеся конфликты, Мирза Масрур Ахмад направил письма многим мировым лидерам, в том числе королеве Елизавете и папе Римскому Франциску. Будучи духовным главой миллионов мусульман-ахмади, проживающих в более чем в 200 странах и территориях мира, Мирза Масрур Ахмад путешествует по всему миру, излагая принципы исламской веры.

## Демография
По состоянию на 2013 год Ахмадийские общины были созданы в 204 странах и территориях мира с концентрацией в Южной Азии, Западной Африке, Восточной Африке и Индонезии. Сообщество мусульман-ахмади существуют в каждой стране мира. Тем не менее, в некоторых странах быть мусульманином-ахмади практически незаконно. В совокупности эти факторы затрудняют оценку общего количества мусульман-ахмади как для самого сообщества, так и для независимых организаций. По этой причине, сообщество даёт цифру «десятки миллионов», однако большинство независимых источников по-разному оценивают население. От 10 до 20 миллионов по всему миру, тем самым представляя около 1 % мусульманского населения по всему миру. По данным Всемирной христианской энциклопедии, Ахмадийское движение является самой быстрорастущей деноминацией в исламе. Считается, что в Пакистане проживает самое большое количество мусульман-ахмади. По оценкам, там проживают 4 миллиона мусульман-ахмади. Мусульмане-ахмади почти полностью представляют собой организованное и сплочённое движение, во главе с халифом. Напротив, Лахорское движение составляет менее 0,2 % от общей численности населения.

## Организационная структура

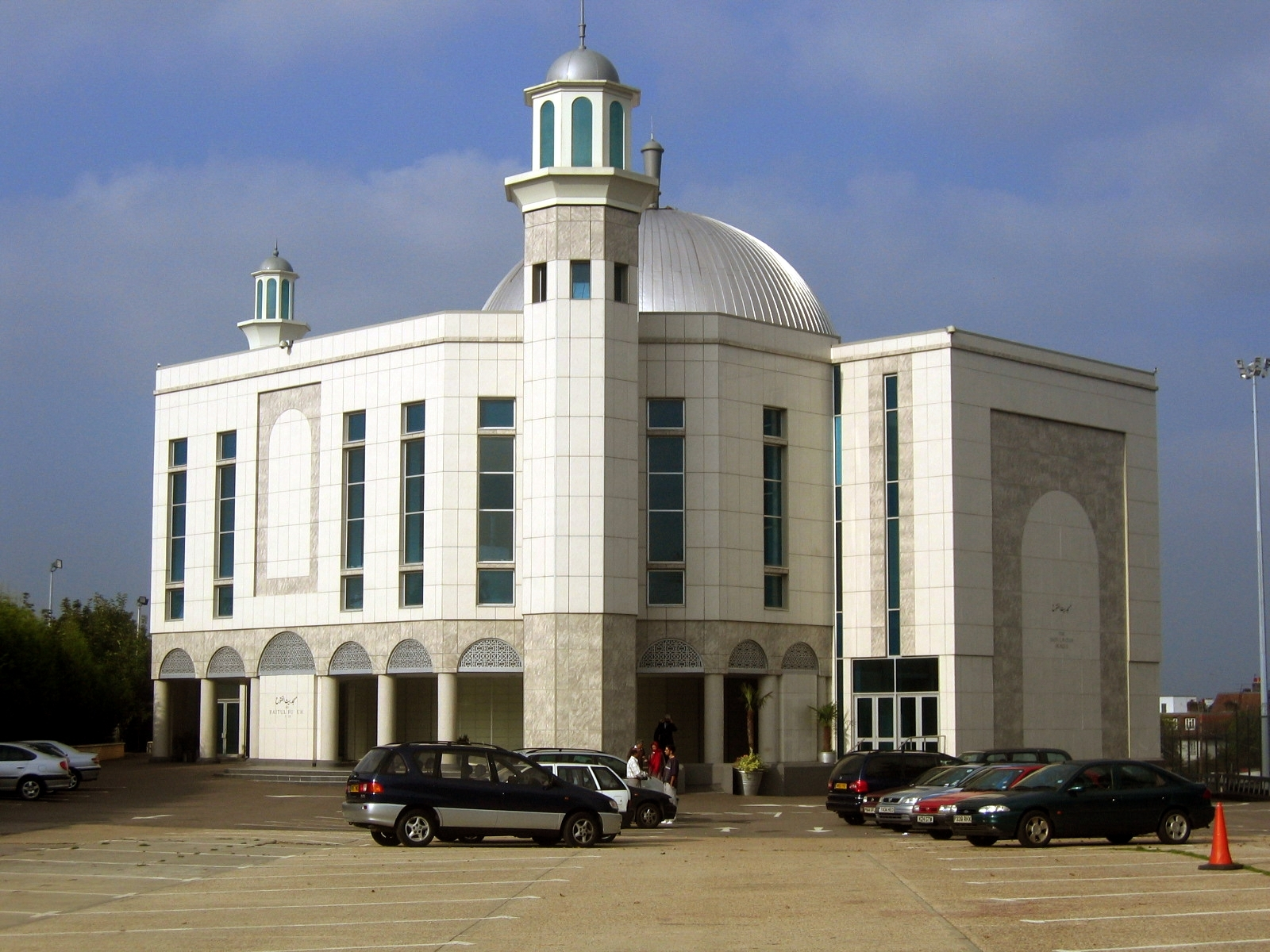
Мечеть «Байтуль футу», считается одной из самых больших мечетей в Европе. Пятничная проповедь халифа транслируется в прямом эфире по всему миру, с помощью ТВ «MTA»

Мусульмане-ахмади верят, что Ахмадийский халифат является возобновлением халифата на пути пророчества. Этот халифат, по их мнению, был восстановлен с появлением Мирзы Гулама Ахмада. Мусульмане-ахмади считают его Обетованным Мессией и Имамом Махди. Мусульмане-ахмади утверждают, что в соответствии с кораническими стихами (например, [Коран 24:55]) и многочисленными хадисами по этому вопросу, Халифат может быть установлен только самим Богом, и Божье благословение даруется тем, кто уверовал и совершал праведные деяния, поддерживая единство Бога. Таким образом, любое движение, пытающееся установить Халифат вокруг человеческой деятельности в одиночку, обречено на провал, особенно когда состояние народа расходится с предписаниями пророчества. В итоге, их неспособность избрать халифа обуславливается принципиальным отсутствием праведности. Считается, что Бог посредством видений, снов и духовного руководства, вселяет в сердца и умы верующих, мысль о том, кого избрать. Здесь не допускается никакая агитационная пропаганда или любого рода спекуляции. Таким образом, халиф избирается ни просто путём выборов. Он избирается, прежде всего, Богом.
Согласно Ахмадийским убеждениям, халифу не обязательно быть главой государства, здесь больше имеется в виду духовное и религиозное значение халифата. Это, прежде всего духовный пост, с целью поддержки, укрепления, распространения учения ислама и поддержки высоких духовных и нравственных норм в рамках мирового сообщества, установленных пророком Мухаммадом. Если халифу придётся стать главой государства, то это будет, лишь дополнением к его общей функции в качестве халифа. Мусульмане-ахмади считают своего халифа «Повелителем правоверных». На сегодняшний день им является пятый халиф Мирза Масрур Ахмад.

### Высший консультативный совет
«Маджлис-аш-шура» или консультативный совет, с точки зрения святости, является высшим учреждением в рамках Ахмадийского сообщества после халифата. Этот консультативный орган собирается раз в год. На международном уровне, этот совет проводится под председательством халифа. Его основная цель заключается в консультировании халифа по таким важным вопросам, как финансы, проекты, образование и другие вопросы, связанные с членами сообщества. Халиф может комментировать, издавать инструкции, объявлять свои решения по предложениям в ходе судебного разбирательства или может отложить этот вопрос для дальнейшего размышления над ним. Тем не менее, в большинстве случаев, халиф принимает совет, данный большинством. На национальном уровне, совет проводится под председательством Амира (Национальный президент). Все заключения судебных разбирательств, рекомендации направляются халифу для утверждения, которые он может принять, отклонить или частично согласиться.

### Штаб-квартира

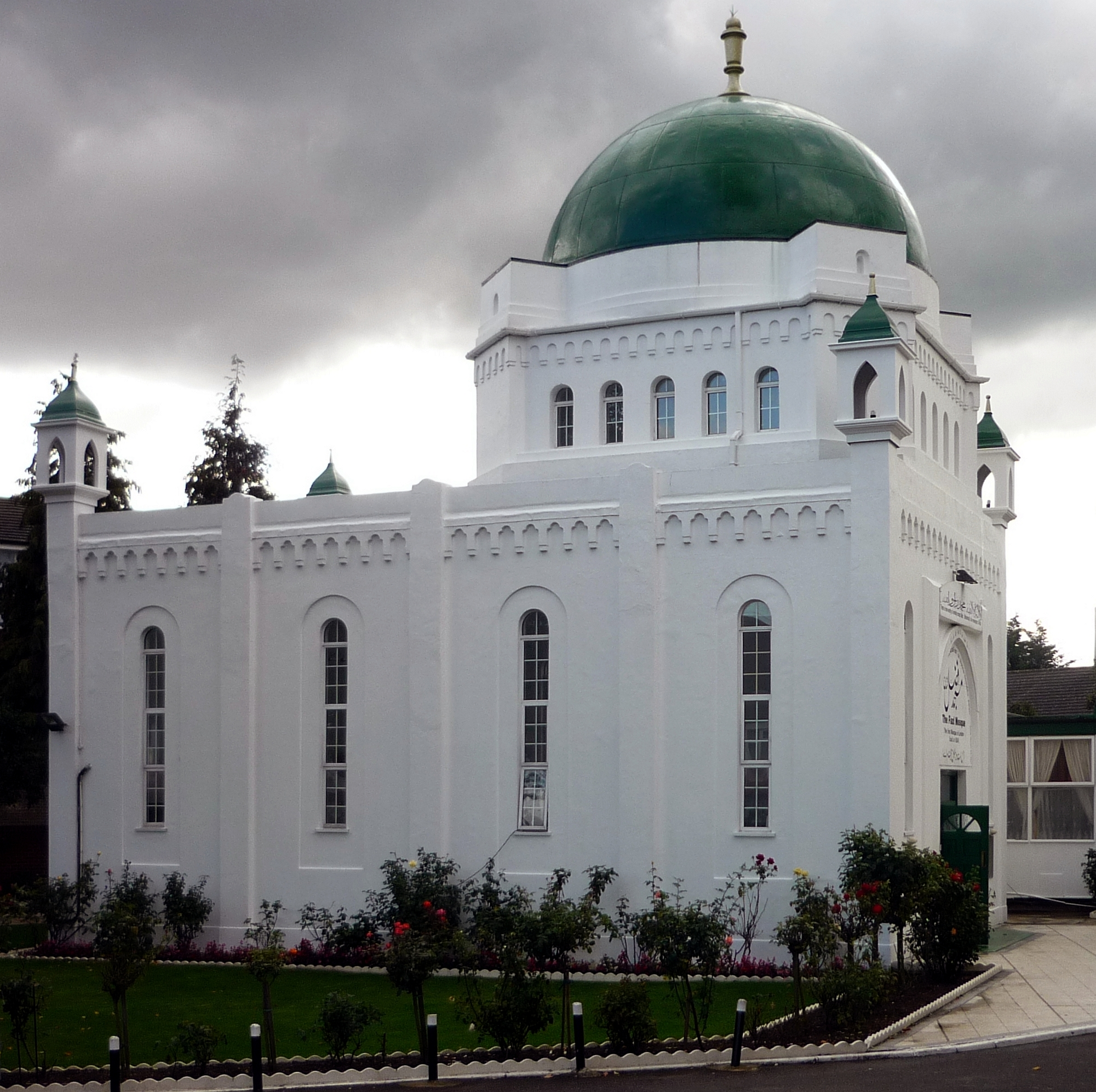
Мечеть «Фазл» — первая мечеть в Лондоне. Она является нынешней мировой штаб-квартирой Aхмадийской Мусульманской Общины

Ахмадийская Мусульманская Община управляется с того места, где проживает халиф. Таким образом, с момента вынужденной эмиграции четвёртого халифа из Пакистана в 1984 году, официальная штаб-квартира Ахмадийского сообщества была перенесена в Лондон (Англия). Несмотря на то, что исламские святые города Мекка и Медина признаны священными, Кадиан считается духовной штаб-квартирой Ахмадийского сообщества. Считается, что в будущем Ахмадийский Халифат вернётся в Кадиан, на родину Мирзы Гулама Ахмада. Тем не менее, Ахмадийский город Рабва в Пакистане, с момента своего основания 20 сентября 1948 года, вторым халифом, после разделения Индии, координирует большую часть деятельности организации по всему миру. В частности, в этом городе расположены два центральных органа Ахмадийского сообщества; Центральный Ахмадийский совет и совет «Новой схемы». Там также расположен ещё один совет «Нового посвящения». Все центральные органы действуют в соответствии с директивой халифа.
«Садр Анджуман Ахмадийя» или «Центральный Ахмадийский Совет» впервые был создан Мирзой Гуламом Ахмадом в 1906 году. Сегодня он является ответственным за организацию деятельности Ахмадийского сообщества в Индии, Пакистане и Бангладеш, в то время как "Анджуман «Тахрика Джадид» или совет «Новой схемы», установленный вторым халифом, отвечает за деятельность Ахмадийских сообществ за пределами Индийского субконтинента. Каждый совет делится на управления, такие как Департамент по финансовым вопросам, Департамент публикаций, Департамент образования, Департамент иностранных дел и Министерство иностранных представительств, и другие. В соответствии с решением последних советов, сообщество построило более 15 000 мечетей, более 500 школ, более 30 больниц и перевело Священный Коран на более чем 70 языков мира.«Анджуман Вакфэ Джадид» или совет «Нового посвящения», также инициированный вторым халифом, несёт ответственность за подготовку и координацию религиозных учителей в сельских общинах по всему миру.

### Институты и учреждения

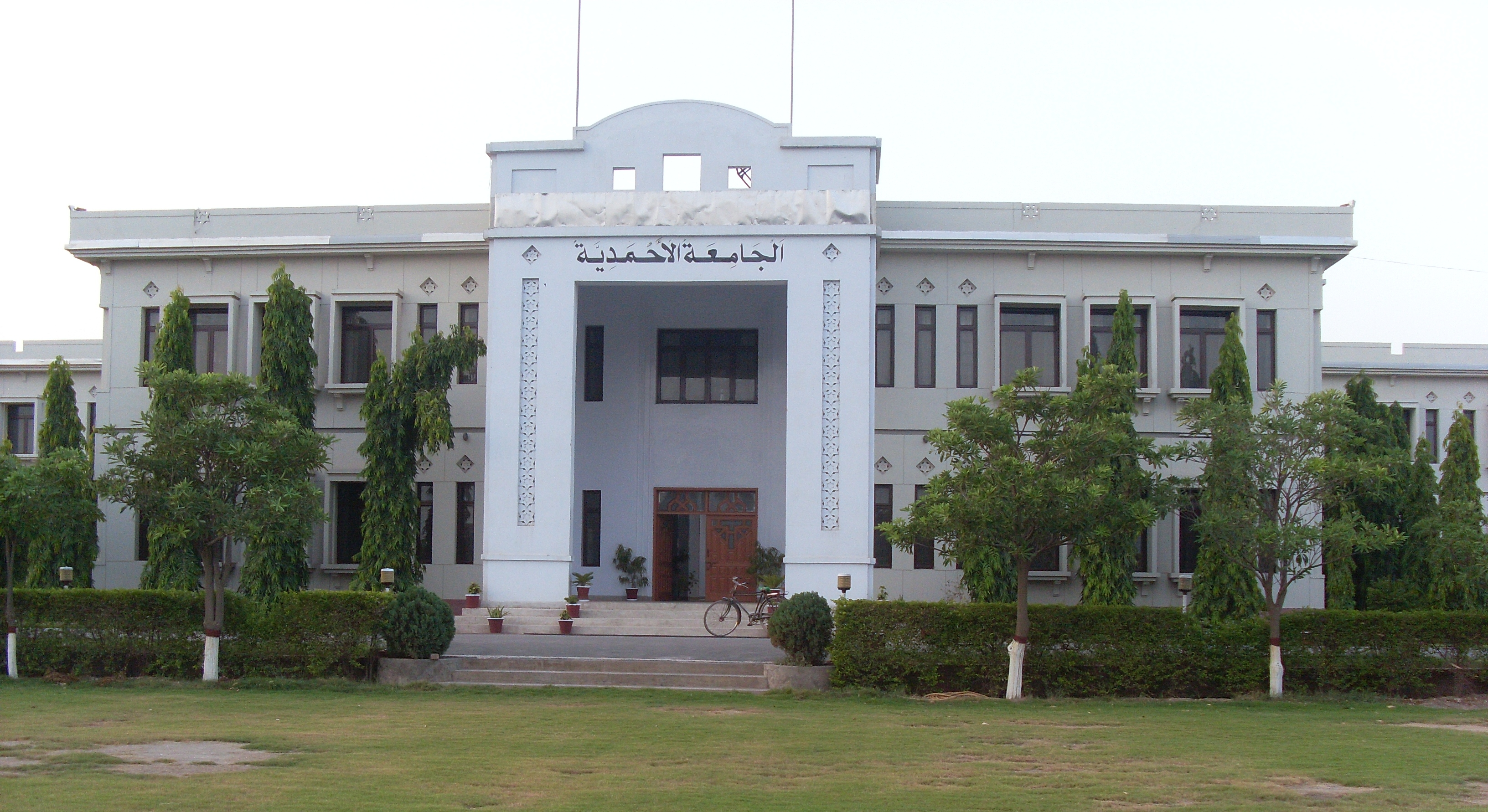
Пакистанский кампус университета Ахмадийя в Рабве

«Джамийя Ахмадийя» (Ахмадийский университет) иногда переводится как Ахмадийский университет теологии и языков. Это международная исламская семинария и учебное заведение с несколькими кампусами по всей Африке, Азии, Европе и Северной Америке. Он был основан в 1906 году как медресе «Таалимуль Ислам» (позже колледж «Таалимуль Ислам»). Этот главный центр Ахмадийской Мусульманской Общины был основан Мирзой Гуламом Ахмадом как центр исламской науки и подготовки миссионеров. Его выпускники могут быть назначены халифом либо в качестве миссионеров сообщества. (их часто называют мурабби, имам, или мауляна), либо в качестве факихов, муфтиев сообщества по специальности в вопросах фикха (исламской юриспруденции). Некоторые выпускники университета становятся исламскими историками. По состоянию на 2008 год более чем 1300 выпускников университета работают в качестве миссионеров по всему миру.

### Вспомогательные организации
Существуют пять духовных вспомогательных организаций Aхмадийской Мусульманской Общины. Каждая организация несёт ответственность за духовное и нравственное воспитание своих членов. «Ладжна Имаулла» является самой крупным из всех организаций и состоит из женщин-членов общины в возрасте старше 15 лет. «Маджлис Худаммул Ахмадийя» состоит из мужчин, являющихся членами общины в возрасте от 15 до 40. «Маджлис Ансарулла» состоит из мужчин, являющихся членами общины старше 40 лет. «Насиратуль Ахмадийя» состоит из девочек в возрасте от 7 до 15, и «Aтфалуль Ахмадийя» из мальчиков в возрасте от 7 до 15.

### Организации
Всемирная Ахмадийская Мусульманская Община состоит из национальных общин, которые имеют свои национальные учреждения. Каждая национальная община делится на региональные сообщества, которые разбиваются на местные общины. Во многих случаях, каждое местное сообщество имеет свою собственную мечеть, центр или дом миссии. Амир, или национальный президент под контролем центральных органов сообщества, подчиняется национальному комитету управления или национальному исполнительному органу, который состоит из национальных секретарей, таких как генеральный секретарь, секретарь по финансам, секретарь по делам проповедования, секретарь по моральному обучению, секретарь по вопросам образования, и других. Эта система действует на региональном и местном уровнях со своим собственным президентом и исполнительной властью.

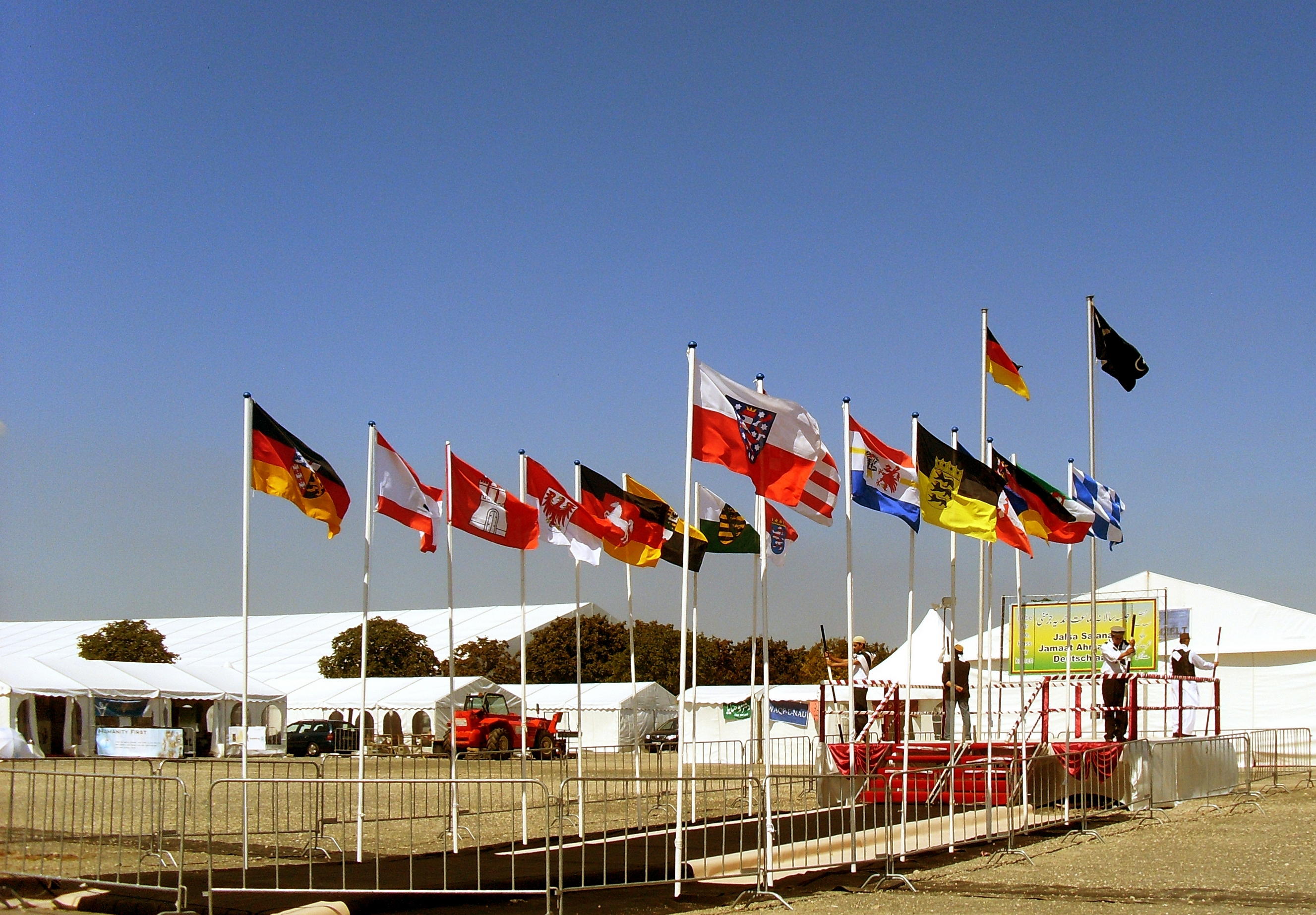
Ахмадийский флаг и флаги земель ФРГ на Ежегодном съезде Германии в 2009 году.

## Важные события
Кроме основных мусульманских праздников «Идуль Фитр» и «Идуль Адха», отмечаемых мусульманами-ахмади, существуют несколько мероприятий мусульман-ахмади, хотя они и не рассматриваются в качестве религиозных праздников. Самым важным религиозным мероприятием сообщества считается «Джальса Саляна» (Ежегодные съезды). Они были инициированы Мирзой Гуламом Ахмадом, и являются формальным ежегодным съездом сообщества, с целью увеличения религиозных знаний и продвижения гармонии, дружбы и солидарности членов Ахмадийского сообщества. Другие мероприятия включают в себя «День рождения святого пророка Мухаммада», «День основания Ахмадийской Мусульманской Общины», «День Обетованного Реформатора» и «День халифата».

## Репрессии
Ахмадийя подверглись различным формам религиозного преследования и дискриминации с момента создания движения в 1889 году. Мусульманское движение Ахмадийя возникло из суннитской традиции ислама, и его приверженцы верят во все пять столпов и предметов веры, требуемых от мусульман, однако считаются немусульманами многими мусульманами, поскольку они считают Мирзу Гулама Ахмада, основателя движения, обещанным Махди и Мессией, которых ожидают мусульмане.